# Liga Światowa w Piłce Siatkowej 2010 (grupa A)
Do rywalizacji w fazie interkontynentalnej Ligi światowej siatkarzy przystąpiło 16 reprezentacji. W grupie A znalazły się następujące drużyny:
- Brazylia
- Bułgaria
- Holandia
- Korea Południowa

Mecze w grupie A rozegrane zostały pomiędzy 4 czerwca a 9 lipca.

## Tabela
| Lp. | Drużyna          | Pkt | Mecze | Mecze   | Mecze   | Małe punkty | Małe punkty | Małe punkty | Sety | Sety | Sety  |
| Lp. | Drużyna          | Pkt | M     | W (3:2) | P (2:3) | zdob.       | str.        | ratio       | wyg. | prz. | ratio |
| --- | ---------------- | --- | ----- | ------- | ------- | ----------- | ----------- | ----------- | ---- | ---- | ----- |
| 1   | Brazylia         | 30  | 12    | 11 (3)  | 1 (0)   | 1172        | 1028        | 1.140       | 33   | 16   | 2.063 |
| 2   | Bułgaria         | 26  | 12    | 8 (0)   | 4 (2)   | 1029        | 956         | 1.076       | 30   | 13   | 2.308 |
| 3   | Holandia         | 16  | 12    | 5 (0)   | 7 (1)   | 920         | 963         | 0.955       | 19   | 22   | 0.864 |
| 4   | Korea Południowa | 0   | 12    | 0 (0)   | 12 (0)  | 856         | 1030        | 0.831       | 5    | 36   | 0.139 |

Źródło: FIVB
Punktacja: 3:0 i 3:1 – 3 pkt; 3:2 – 2 pkt; 2:3 – 1 pkt; 1:3 i 0:3 – 0 pkt
Zasady ustalania kolejności: 1. liczba punktów; 2. liczba zwycięstw; 3. stosunek małych punktów; 4. stosunek setów

## Mecze
1. kolejka
| 4 czerwca 2010 | Brazylia             | 3:1 (22:25, 25:20, 26:24, 25:23) | Bułgaria              | Sabiazinho, Uberlândia                              |  |
| 9:40           | Murilo Endres 19 pkt | raport                           | Matej Kazijski 20 pkt | Widzów: 7 000 Sędziowie: Mitch Davidson i Ron Stahl |  |

| 5 czerwca 2010 | Brazylia             | 3:2 (24:26, 25:19, 25:15, 22:25, 15:9) | Bułgaria               | Sabiazinho, Uberlândia                              |  |
| 9:40           | Murilo Endres 18 pkt | raport                                 | Todor Aleksijew 16 pkt | Widzów: 8 000 Sędziowie: Ron Stahl i Mitch Davidson |  |

| 5 czerwca 2010 | Korea Południowa     | 0:3 (23:25, 21:25, 20:25) | Holandia              | Suwŏn Gymnasium, Suwŏn                               |  |
| 14:10          | Moon Sung-min 11 pkt | raport                    | Niels Klapwijk 17 pkt | Widzów: 4 380 Sędziowie: Ning Wang i Pawieł Anderson |  |

| 6 czerwca 2010 | Korea Południowa    | 0:3 (18:25, 19:25, 18:25) | Holandia         | Suwŏn Gymnasium, Suwŏn                               |  |
| 14:10          | Moon Sung-min 7 pkt | raport                    | Dick Kooy 19 pkt | Widzów: 4 450 Sędziowie: Pawieł Anderson i Ning Wang |  |

2. kolejka
| 12 czerwca 2010 | Brazylia             | 0:3 (24:26, 23:25, 23:25) | Holandia              | Ginásio Nilson Nelson, Brasília                            |  |
| 19:10           | Murilo Endres 14 pkt | raport                    | Wytze Kooistra 14 pkt | Widzów: 11 348 Sędziowie: Philippe Vereecke i Bohdan Ilkiw |  |

| 13 czerwca 2010 | Brazylia                      | 3:1 (25:14, 25:27, 25:18, 25:19) | Holandia              | Ginásio Nilson Nelson, Brasília                            |  |
| 19:11           | Leandro Vissotto Neves 17 pkt | raport                           | Wytze Kooistra 16 pkt | Widzów: 12 000 Sędziowie: Bohdan Ilkiw i Philippe Vereecke |  |

| 12 czerwca 2010 | Korea Południowa   | 0:3 (19:25, 19:25, 20:25) | Bułgaria              | Samsan World Gymnasium, Inczon                           |  |
| 14:10           | Kim Hak-min 10 pkt | raport                    | Matej Kazijski 17 pkt | Widzów: 2 800 Sędziowie: Ibrahim al-Naama i Wensheng Luo |  |

| 13 czerwca 2010 | Korea Południowa   | 0:3 (22:25, 21:25, 22:25) | Bułgaria                | Samsan World Gymnasium, Inczon                           |  |
| 14:10           | Kim Hak-min 14 pkt | raport                    | Władimir Nikołow 15 pkt | Widzów: 2 900 Sędziowie: Wensheng Luo i Ibrahim al-Naama |  |

3. kolejka
| 18 czerwca 2010 | Brazylia             | 3:1 (23:25, 25:14, 25:20, 25:21) | Korea Południowa     | Ginásio do Maracanãzinho, Rio de Janeiro                      |  |
| 19:10           | Murilo Endres 19 pkt | raport                           | Moon Sung-min 16 pkt | Widzów: 10 000 Sędziowie: Avelino Azevedo i Peter Groenewegen |  |

| 19 czerwca 2010 | Brazylia            | 3:0 (25:19, 25:15, 25:19) | Korea Południowa     | Ginásio do Maracanãzinho, Rio de Janeiro                      |  |
| 19:10           | Dante Amaral 18 pkt | raport                    | Moon Sung-min 11 pkt | Widzów: 11 000 Sędziowie: Peter Groenewegen i Avelino Azevedo |  |

| 19 czerwca 2010 | Holandia              | 0:3 (19:25, 22:25, 23:25) | Bułgaria                | Omnisport, Apeldoorn                                     |  |
| 17:10           | Niels Klapwijk 15 pkt | raport                    | Władimir Nikołow 16 pkt | Widzów: 2 090 Sędziowie: Andriej Zenowicz i Jure Stegnar |  |

| 20 czerwca 2010 | Holandia              | 0:3 (21:25, 20:25, 22:25) | Bułgaria              | Omnisport, Apeldoorn                                     |  |
| 15:10           | Niels Klapwijk 17 pkt | raport                    | Matej Kazijski 15 pkt | Widzów: 3 050 Sędziowie: Jure Stegnar i Andriej Zenowicz |  |

4. kolejka
| 26 czerwca 2010 | Holandia              | 1:3 (20:25, 25:23, 24:26, 16:25) | Brazylia             | Ahoy, Rotterdam                                  |  |
| 17:00           | Niels Klapwijk 24 pkt | raport                           | Murilo Endres 18 pkt | Widzów: 4 600 Sędziowie: Piotr Dudek i Jiang Liu |  |

| 27 czerwca 2010 | Holandia              | 2:3 (25:19, 25:23, 22:25, 17:25, 10:15) | Brazylia                                   | Ahoy, Rotterdam                                  |  |
| 15:00           | Niels Klapwijk 22 pkt | raport                                  | Dante Amaral Leandro Vissotto Neves 14 pkt | Widzów: 3 890 Sędziowie: Jiang Liu i Piotr Dudek |  |

| 26 czerwca 2010 | Bułgaria              | 3:0 (25:23, 25:20, 25:16) | Korea Południowa     | Pałac Kultury i Sportu, Warna                            |  |
| 19:00           | Cwetan Sokołow 17 pkt | raport                    | Moon Sung-min 16 pkt | Widzów: 3 650 Sędziowie: Grzegorz Jacyna i Wiktor Markow |  |

| 27 czerwca 2010 | Bułgaria              | 3:1 (31:29, 25:21, 22:25, 25:23) | Korea Południowa     | Pałac Kultury i Sportu, Warna                            |  |
| 19:00           | Cwetan Sokołow 26 pkt | raport                           | Moon Sung-min 29 pkt | Widzów: 3 100 Sędziowie: Wiktor Markow i Grzegorz Jacyna |  |

5. kolejka
| 3 lipca 2010 | Korea Południowa     | 1:3 (25:27, 21:25, 25:22, 13:25) | Brazylia            | Yeomju Gymnasium, Gwangju                               |  |
| 14:00        | Moon Sung-min 20 pkt | raport                           | Dante Amaral 22 pkt | Widzów: 5 200 Sędziowie: Umit Sokullu i Shigeru Koshiba |  |

| 4 lipca 2010 | Korea Południowa     | 1:3 (18:25, 23:25, 25:23, 15:25) | Brazylia                      | Yeomju Gymnasium, Gwangju                               |  |
| 14:00        | Moon Sung-min 21 pkt | raport                           | Leandro Vissotto Neves 24 pkt | Widzów: 4 900 Sędziowie: Shigeru Koshiba i Umit Sokullu |  |

| 3 lipca 2010 | Bułgaria                                     | 3:0 (25:9, 25:17, 27:25) | Holandia         | Pałac Kultury i Sportu, Warna                              |  |
| 19:00        | Matej Kazijski 16 pkt Nikołaj Nikołow 16 pkt | raport                   | Dick Kooy 10 pkt | Widzów: 5 200 Sędziowie: Massimo Cinti i Philippe Vereecke |  |

| 4 lipca 2010 | Bułgaria               | 3:0 (25:22, 25:20, 32:30) | Holandia              | Pałac Kultury i Sportu, Warna                                 |  |
| 19:00        | Todor Aleksijew 14 pkt | raport                    | Niels Klapwijk 15 pkt | Widzów: 5 350 Sędziowie: Georgios Karampetsos i Massimo Cinti |  |

6. kolejka
| 8 lipca 2010 | Holandia         | 3:0 (31:29, 28:26, 25:21) | Korea Południowa     | Indoor Sport Centre, Eindhoven                                           |  |
| 19:30        | Dick Kooy 16 pkt | raport                    | Moon Sung-min 16 pkt | Widzów: 1 100 Sędziowie: Abdullah Al-Khelaifi i Julio Alves Barboza Neto |  |

| 9 lipca 2010 | Holandia         | 3:1 (25:17, 23:25, 25:18, 25:23) | Korea Południowa     | Indoor Sport Centre, Eindhoven                                           |  |
| 19:30        | Dick Kooy 22 pkt | raport                           | Moon Sung-min 15 pkt | Widzów: 1 500 Sędziowie: Julio Alves Barboza Neto i Abdullah Al-Khelaifi |  |

| 8 lipca 2010 | Bułgaria                | 1:3 (22:25, 23:25, 25:23, 24:26) | Brazylia                      | Pałac Kultury i Sportu, Warna                       |  |
| 20:00        | Władimir Nikołow 20 pkt | raport                           | Leandro Vissotto Neves 28 pkt | Widzów: 7 020 Sędziowie: Akihiko Tano i Juraj Mokry |  |

| 9 lipca 2010 | Bułgaria                | 2:3 (21:25, 26:24, 31:29, 22:25, 12:15) | Brazylia                      | Pałac Kultury i Sportu, Warna                       |  |
| 18:00        | Władimir Nikołow 17 pkt | raport                                  | Leandro Vissotto Neves 21 pkt | Widzów: 7 120 Sędziowie: Juraj Mokry i Akihiko Tano |  |